# Euplectrus euplexiae
Euplectrus euplexiae är en stekelart som beskrevs av Sievert Allen Rohwer 1921. Euplectrus euplexiae ingår i släktet Euplectrus och familjen finglanssteklar. Inga underarter finns listade i Catalogue of Life.